# 지지로
지지로(Jiji-ro)는 전북특별자치도 장수군 번암면 노단삼거리에서 장수군 번암면 무릉고개를 잇는 도로이다.

## 주요 경유지
전북특별자치도
- 장수군 (번암면)

## 노선
| 이름          | 접속 노선              | 소재지 | 소재지 | 비고                    |
| ------------- | ---------------------- | ------ | ------ | ----------------------- |
| 노단삼거리    | 국도 제19호선 (장수로) | 장수군 | 번암면 | 지방도 제751호선과 중복 |
| 번암교        |                        | 장수군 | 번암면 | 지방도 제751호선과 중복 |
| 두견삼거리    | 봉화산로               | 장수군 | 번암면 | 지방도 제751호선과 중복 |
| 상동교        |                        | 장수군 | 번암면 |                         |
| 지지1교       |                        | 장수군 | 번암면 |                         |
| 지지2교       |                        | 장수군 | 번암면 |                         |
| 지지3교       |                        | 장수군 | 번암면 |                         |
| 지지4교       |                        | 장수군 | 번암면 |                         |
| 무릉고개      |                        | 장수군 | 번암면 |                         |
| 의암로와 직결 |                        |        |        |                         |